# Marie-Thérèse Naessens
Marie-Thérèse Naessens (Nokere, 12 mei 1939) is een voormalig Belgisch renster die tussen 1960 en 1978 meerdere malen nationaal kampioene sprint en achtervolging op de piste werd.

## Biografie
Ze werd geboren op de grens van Nokere met Waregem als oudste van vijf kinderen. De volledige familie was werkzaam in de textiel. Ze had van kinds af aan interesse in reizen en de wereld ontdekken. Haar droom was dan ook om non of missionaris te worden om op die manier naar Congo te kunnen. Na haar carrière maakt ze grote reizen en gaat ze meerdere maanden fietsen in onder meer Nieuw-Zeeland, Chili, Argentinië, Zuid-Afrika, China, Corsica en Sardinië.

## Carrière

### Begin
Naessens groeide op in een koersminnende familie waardoor ze bij familieleden terechtkon voor fietsmateriaal. Toen ze begon te trainen kwam ze vaak Fred De Bruyne en Tuurke Decabooter tegen die vonden dat ze goed kon fietsen. Toch moest ze op haar eerste wedstrijd lossen. In het begin van haar carrière diende ze op het vlak van koerstactiek nog te groeien.

### Hoogtepunt
Naessens reed haar eerste wereldkampioenschap in 1959, een erg regenachtige editie. Er gebeurde vrij weinig tot de voorlaatste ronde inging waarbij een van de Engelse rensters tegen het asfalt gleed en daarmee een groot deel van het peloton, waarbij Naessens, uitschakelde. Ze was ervan overtuigd dat ze die dag zou gewonnen hebben.
Op het wereldkampioenschap van 1960 kwam Naessens Briek Schotte tegen die zei dat ze met slecht materiaal reed. Hij stelde haar voor om bij Flandria te rijden waardoor ze een weg- en pistefiets zou krijgen. Per vier koersen die ze zou winnen kreeg ze ook nog eens een nieuwe tube én ze was nu ook verzekerd van een maandloon. Dat seizoen won ze 32 koersen.
In 1962 stond ze voor de eerste en laatste keer op het podium van het wereldkampioenschap op de weg. In Salò haalde ze brons op het volledig Belgische podium na Yvonne Reynders die zilver behaalde en Marie-Rose Gaillard die goud pakte. Naessens verklaarde dat ze de spurt voor de tweede en derde plaats niet belangrijk vond en daardoor Reynders liet winnen. Enkel winnen telde voor haar.
Tijdens haar carrière koerste Naessens liefst in Wallonië omdat de premies daar hoger waren dan in Vlaanderen waar ze nog meer prijzen in natura gaven. Ze reed zowel op de piste als op de weg erg graag, enkel rijden op rollen kon haar minder bekoren. Ze kwam vaak uit tegen Yvonne Reynders. In de winter waren er geen wedstrijden waardoor ze op dat moment terug moest gaan werken.

### Tweede carrière-periode
Naessens stopte met wielrennen in de jaren zestig omdat ze het niet meer kon opbrengen om dagelijks te trainen. Tien jaar later, in 1973, hervond ze haar motivatie en begon ze opnieuw met koersen. Ze behaalde veel ereplaatsen, maar kon niet zo goed meer spurten waardoor het moeilijker was om een wedstrijd te winnen. Uiteindelijk won ze nog vier koersen en mocht ze zelfs nog mee naar het wereldkampioenschap in 1976.

## Uitslagen
1960
- 2de op Wereldkampioenschap baanwielrennen[6]
- 5de op Wereldkampioenschap wielrennen op de weg[7]
- 1ste in Dikkelvenne[6]
- 1ste Belgisch Kampioenschap op de piste (achtervolging)[6]
- 1ste Belgisch Kampioenschap op de piste (sprint)[6]
- 1ste Edelare[6]

1961
- 3de op Wereldkampioenschap baanwielrennen (achtervolging)[6]
- 6de op Wereldkampioenschap wielrennen op de weg[8]
- 2de Belgisch Kampioenschap op de piste (achtervolging)[6]
- 1ste Belgisch Kampioenschap op de piste (sprint)[6]

1962
- 3de op Wereldkampioenschap wielrennen op de weg[9]
- 1ste Belgisch Kampioenschap op de piste (achtervolging)[6]
- 1ste Belgisch Kampioenschap op de piste (sprint)[6]

1963
- 13de op Wereldkampioenschap wielrennen op de weg[10]
- 2de Belgisch Kampioenschap op de piste (achtervolging)[6]
- 1ste Belgisch Kampioenschap op de piste (sprint)[6]

1964
- 3de op Belgisch Kampioenschap op de weg[11]
- 3de in Winenne[6]
- 1ste Belgisch Kampioenschap op de piste (achtervolging)[6]
- 2de Belgisch Kampioenschap op de piste (sprint)[6]

1965
- 24ste op Wereldkampioenschap wielrennen op de weg[12]
- 2de op Belgisch Kampioenschap op de weg[12]
- 2de in Staden[6]
- 3de op Belgisch Kampioenschap op de piste (achtervolging)[6]
- 2de op Belgisch Kampioenschap op de piste (sprint)[6]
- 3de in Oostende[6]
- 2de in Maarke-Kerkem[6]
- 1ste in Strijpen[6]

1974
- 3de in Gijzegem
- 2de in Buggenhout
- 3de in Aalst

1975
- 3de in Hasselt
- 3de in Sint-Eloois-Vijve
- 3de in Kuringen
- 3de in GP Beerens - Ster van Aartselaar
- 3de in Drongen
- 2de in Aalst
- 3de in Onze-Lieve-Vrouw-Olen

1976
- 22ste op Wereldkampioenschap wielrennen op de weg[13]

1978
- 8ste op Belgisch Kampioenschap op de weg[14]